# اچ‌ام‌اس گرنید (اچ۸۶)
اچ‌ام‌اس گرنید (اچ۸۶) (به انگلیسی: HMS Grenade (H86)) یک کشتی بود که طول آن ۳۲۳ فوت (۹۸٫۵ متر) بود. این کشتی در سال ۱۹۳۵ ساخته شد.